# Mohamed Al-Sehly
Mohamed Al-Sehly (arab. ‏محمد السحلي‎, ur. 4 maja 1955) – saudyjski lekkoatleta, sprinter.
Brał udział w biegu 100 metrów i w sztafecie 4 × 100 metrów na Letnich Igrzyskach Olimpijskich 1976.